# Adela cuprella
Adela cuprella — вид метеликів родини довговусих молей (Adelidae).

## Поширення

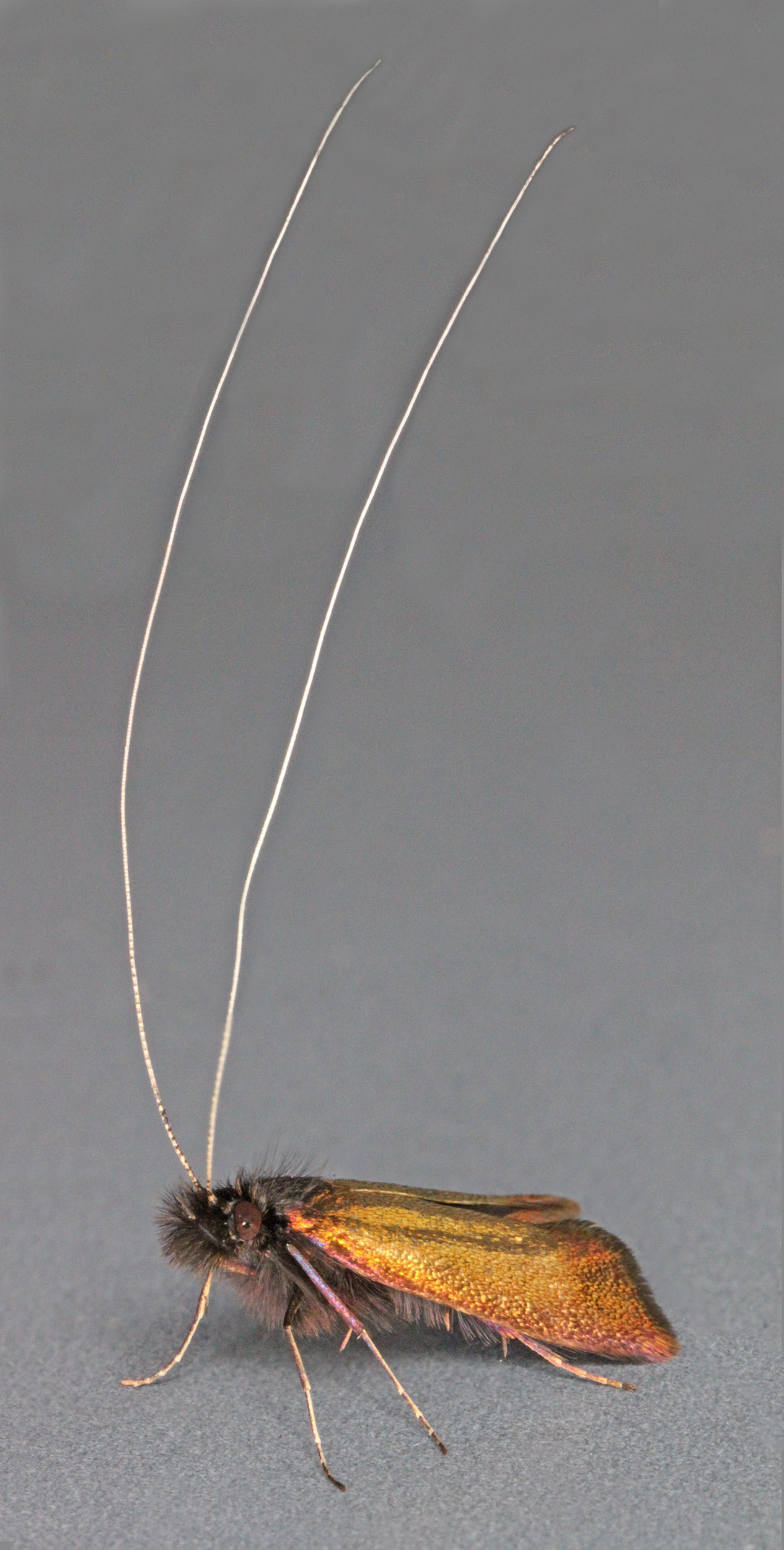
Повне зображення метелика

Вид поширений майже на всій території Європи. Відсутній лише у Португалії та на Балканському півострові.

## Опис
Розмах крил 14-17 мм. Передні крила бронзово-металевого забарвлення з пурпуровим відтінком. Задні крила темно-пурпурові. Голова самців чорна, у самиць бронзова. Голова самця густо вкрита довгими волосками, у самиці коротшими. Вусики у самців до 2,5 см завдовжки, нижня половина чорного кольору, верхня — білого; у самиць 1,25 см завдовжки, чорного забарвлення.

## Спосіб життя
Метелики літають з середини квітня до початку травня навколо верб. Активні вдень. У рік буває лише одне покоління. Самиця відкладає яйця на сережки верби. Після вилуплення личинка спускається на шовковій нитці на землю, де живе серед опалого листя. Живиться детритом.